# Melbourne Shuffle
Melbourne Shuffle (også  kaldet Shuffling) er en dans, der stammer fra Melbourne i Australien. Det er en typisk rave- og klubdans, der opstod til ravefester i slutningen af 1980'erne.